# 中区安楽田
中区安楽田（なかくあらた）は、兵庫県多可郡多可町の大字。郵便番号は679-1102。

## 地理
[[File:|thumb|250px|]]
- 町の中心部から北西部にあり、杉原川の流域沿いにある南北に長い区域を持つ。東側は中区東山・中区牧野西側は加美区山野辺、加美区西脇、中区門前南側は中区高岸・北側は加美区熊野辺・加美区豊部と接する。

## 歴史
かつては「荒田」と呼ばれていた。。

### 沿革
- 1801年から1804年の間に「荒田」から「安楽田」に改める。[1]

### 字域の変遷
| 実施前           | 実施年               | 実施後                 |
| ---------------- | -------------------- | ---------------------- |
| 荒田             | 1801年から1804年の間 | 安楽田                 |
| 多可郡中村安楽田 | 1924年4月1日         | 多可郡中町安楽田       |
| 多可郡中町安楽田 | 2005年10月1日        | 多可郡多可町中区安楽田 |

## 小・中学校の学区
| 大字   | 番地 | 小学校               | 中学校             |
| ------ | ---- | -------------------- | ------------------ |
| 安楽田 | 全域 | 多可町立中町北小学校 | 多可町立中町中学校 |

## 交通

### 鉄道
地内には鉄道は走っていない。

### バス
- 神姫バス

### 道路
- 国道427号

## 施設
- 瑞光禅寺
- 荒田神社
- 小倉製菓西丹波工場[2]